# Ле Казете (Падова)
Ле Казете је насеље у Италији у округу Падова, региону Венето.
Према процени из 2011. у насељу је живело 315 становника. Насеље се налази на надморској висини од 3 м.